# Jacob Reenstierna den äldre

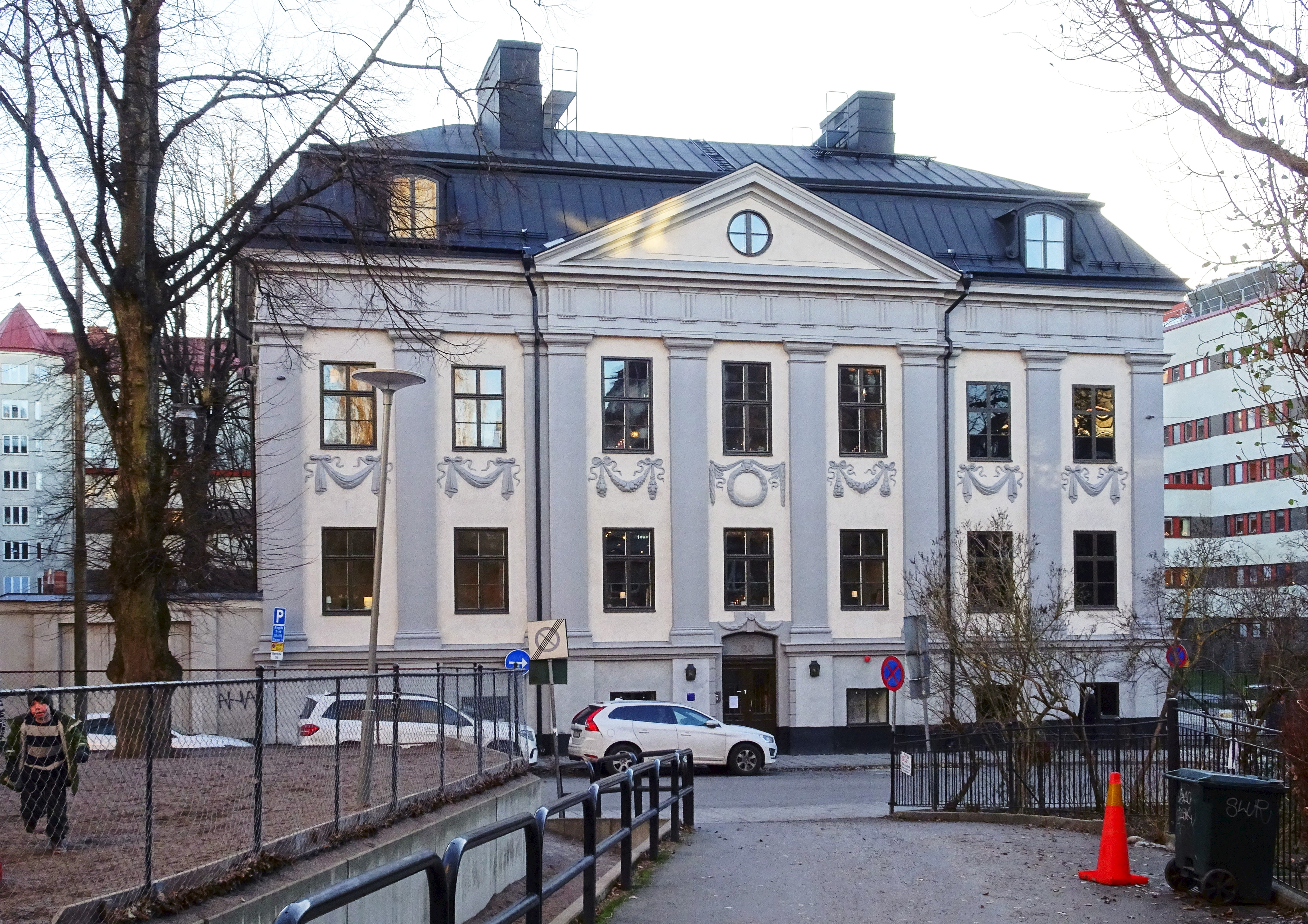
Reenstiernska palatset.

Jacob Reenstierna, ursprungligen Momma, född 1625 i hertigdömet Jülich i nuvarande Tyskland, död den 27 mars 1678 i Norrköping, var en svensk affärsman. Han var son till Wilhelm Momma och Maria Baur.

## Biografi
I mitten av 1640-talet anlände han och hans bröder Willem och Abraham från Nederländerna till Sverige och grundade flera fabriker och handelsföretag. 1669 adlades han under namnet Reenstierna. På 1670-talet lät han uppföra Reenstiernska palatset på Södermalm i Stockholm. Han är begravd i Hedvigs kyrka i Norrköping.
Han gifte sig med Elisabeth Kock-Cronström, dotter till myntmästaren Marcus Kock, även han invandrad från Nederländerna. Tillsammans fick de nio barn, bland andra Jacob och Abel Reenstierna.

### Familj
Reenstierna gifte sig 1651 med Elisabet Kock (Cronström) (1631–1720), dotter till myntmästaren Marcus Kock och Elisabet von Eijck. De fick tillsammans barnen brukspatronen Markus Reenstierna (1652–1694) i Tjällmo socken, Elisabet Reenstierna (född 1655), ryttmästaren Abraham Reenstierna (1656–1693) vid Västgöta kavalleriregemente, hovjunkaren Isak Reenstierna (1657–1684), greven Jacob Reenstierna (1659–1716), Maria Reenstierna (1660–1723) som var gift med bergmästaren Mårten Persson Snack i Södermanland, Elisabet Reenstierna (1662–1676), Vilhelm Reenstierna (född 1664) och hovjunkaren Abel Reenstierna (1665–1723).